# Jakez Pincet
Jakez Pincet est un musicien, enseignant, mais aussi un spécialiste de la cornemuse écossaise, et de la musique classique écossaise en particulier. C'est l'un des pionniers de cette musique en Bretagne, qu'il pratique depuis les années 1950, et en pibroc'h depuis les années 1960.

## Formation
Son apprentissage de la cornemuse écossaise commence en Bretagne, au bagad du Cercle celtique de Rennes avec Alain Oulc'henn et en autodidacte, puis auprès des maîtres sonneurs Herri Léon et Alain Le Hégarat, dans les années 1960. Il a été membre et « Penn Sonner » (Pipe major) du bagad de Lann-Bihoué pendant son service militaire dns la marine en 1964 - 65 et lors des célèbres prestations de ce bagad en Écosse au « Tattoo Militray Festival » d'Édimbourg, puis aux États-Unis en Virginie (Norfolk, Newport), Yorktown, lors de la commémoration officielle française au souvenir de La Fayette. Il s'est ensuite perfectionné une année entière en Écosse, o{ il a joué au Pipe-band de Forfar, dirigé par les pipe majors Walter Leslie et  Henry Dyker (ex Scots Guards. Il y a rencontré James MacIntosh et Peter Forbes, qui le dirige vers les maîtres Bob Nicol  puis Bob Brown musiciens officiels de la couronne d'Angleterre (Queen Pipers), de 1969 à 1971. Il recevra aussi les conseils du Capt. Andrew Pitkeythly, queen piper, à Londres.

## Récompenses
- de 1976 à 1990, participation aux concours de médaille d'or d'Oban et Inverness (Écosse), où il est classé 6 fois dans les quatre premiers
- de 1976 à 1990, participation aux concours de « Games » d'Oban et Inverness (Écosse, où il est classé neuf fois second et troisième.
- 1990 : Premier prix au concours de Lonach (Écosse)
- 2012 : médaille Balvenie (Écosse), pour « services rendus à la musique de cornemuse », à Blair Castle (Écosse)
- 1963 : 2e prix du Championnat de Brest en tant que penn soner du Bagad Kadoudal[5]
- 1969 : 1er prix du Championnat de Brest en tant que penn soner du Bagad Kadoudal.
- 1970, 2e prix en tant que Pipe Major du pipe band « An Ere », qu'il a créé, à Dunoon (Écosse) (Cowal - Écosse)
- 1971 3e prix en tant que Pipe Major du pipe band « An Ere », à Rothesay (Écosse)
- Médaille d’Or de l'Argyllishire Gathering  d’Oban (Écosse) (quand ? À vérifier)
- Médaille d'Or du Northern Meeting d’Inverness (Écosse) (quand ? À vérifier)

## Diffusion
Jakez Pincet est le premier instrumentiste breton à recevoir la médaille Balvenie,.
Il a été président durant neuf ans de l'association Pibroc'h en bord de mer, vouée à la diffusion de la musique classique écossaise au Great Highland Bagpipe.
En 1969, il a fondé le pipe band An Ere Pipe Band à Rennes,, consacré, contrairement aux bagads bretons, exclusivement à la musique légère écossaise ; il ne comprend donc pas de pupitre de bombarde.
Er 1978, il a également créé l’Association Bretonne des Solistes (ABSC) de Cornemuse, qui organise et diffuse la musique soliste en Bretagne, notamment la musique classique écossaise, mais également irlandaise.

## Enseignement
D'abord au sein de Kendalc'h, du cercle celtique de Rennes, par le biais de centres culturels Léo Lagrange dont il est animateur, et au sein de stages périodiques dans toute la Bretagne, il enseigne la cornemuse écossaise, telle que lui l'a apprise de ses enseignants écossais. Il a conçu une méthode d'apprentissage de la cornemuse (Art et maîtrise de la cornemuse), orientée sur la musique légère, et ses différences d'interprétation entre l'Écosse et la Bretagne.
Il a formé, entre autres, Patrick Molard et Alain Pennec.

## Publications

### Ouvrages d'enseignement
- Jakez Pincet, Art et maîtrise de la cornemuse : Traité méthodique et complet, Vezin-le-coquet, 1991, 28 p., 30 cm, couv. ill.
- Jakez Pincet, Art et maîtrise de la cornemuse : L'ornementation de la musique de cornemuse, Vezin-le-coquet, 1992, 30 p., 30 cm, couv. ill.
- Jakez Pincet, Art et maîtrise de la cornemuse, Vezin-le-coquet, 1995, 40 p., 30 cm, couv. ill. (ISBN 2-904516-02-6)
- Jakez Pincet (Préface en anglais. - Avant-propos. - Notice biogr.), Compositions de pibroc'h et d'études spéciales pour cornemuse écossaise, Rennes, 2003, 92 p., 30 cm, ill. en coul., couv. ill. en coul.
- Jakez Pincet, Initiation au violon à travers la musique traditionnelle bretonne, Vezin-le-Coquet, 1996, 96 p., 30 cm, ill., couv. ill. en coul.

### Ouvrages de répertoire
- Jakez Pincet, Danses bretonnes harmonisées : et 2 chants supplémentaires, Vézin-le-Coquet, 1989, 43 p., 30 cm ; ill., couv. ill.
- Jakez Pincet et John Stewart (Vol. 3 d'une série publiée chez divers éditeurs, le t. 1 sous le titre Musique bretonne pour cornemuse, le t. 2 sous le titre Échos de Ker-Hué. - Pièces folkloriques et oeuvres ou arr. de Tanguy Allain, R. U. Brown, Denis Daniel, Jérôme Delain, Franch Gourvès, Archie Kenneth, Henri Léon, Donald Mac Bride, James Mac Intosh, D. R. Mac Lennan, G. S. Mac Lennan, P. Molard, R. B. Nicol, J. Pincet, John Stewart), Musique interceltique de cornemuse : marches, mélodies, danses de Bretagne, marches, strathspeys, reels, jigs, hornpipes d'Écosse et d'Irlande, Vézin-le-Coquet, 1983, 30 p., 30 cm ; portrait à la couv.
- Jakez Pincet, Musique de cornemuse écossaise : marches, strathspeys & reels de compétition, jigs & slow airs, Ti Ar Sonerien, 2009, 70 p., 30 cm ; ill., couv. ill. en coul.

### Disques
- Art du solo de cornemuse 03 , 1982-1986 ; Description matérielle : 2 disques compacts ; Édition : [France] : Coop Breizh, [DL 2011]
- Solo piping art Volume IV , 1987-2011 ; Description matérielle : 4 disques compacts ; Édition : [France] ; Y. Pelliet : [distrib. Coop Breizh], [DL 2012]